# HMS Royal Katherine (1664)
Pour les autres navires du même nom, voir HMS Ramillies.
Le HMS Royal Katherine est un vaisseau de ligne de second rang de 84 canons de la Royal Navy britannique. Il est construit au Woolwich Dockyard et lancé en 1664.
Lors de la deuxième guerre anglo-néerlandaise, le HMS Royal Katherine est à la bataille de Lowestoft (13 juin 1665), à la bataille des Quatre Jours (du 11 au 14 juin 1666) et à la bataille de la Saint-Jacques (4 août 1666). Pendant le raid sur la Medway, le vaisseau est sabordé pour éviter sa capture.
Remis à flot, il sert à nouveau pendant la troisième guerre anglo-néerlandaise et la guerre de Hollande. Il est à  bataille de Solebay (7 juin 1672), au cours de laquelle il est capturé par les Hollandais avant d'être repris — le même jour — par les Anglais. Un an plus tard, jour pour jour, il est à la première bataille de Schooneveld (8 juin 1673).
Lors de la guerre de la Ligue d'Augsbourg, le HMS Royal Katherine est à la bataille de Barfleur (29 mai 1692), à l'issue de laquelle une grande partie de la flotte française est brûlée.
Reconstruit en 1702 à Portsmouth, son armement est augmenté à 90 canons et il est relancé comme vaisseau de second rang. Pendant la guerre de Succession d'Espagne, il sert de vaisseau amiral, à l'Admiral George Rooke. En 1706, il est renommé HMS Ramillies en l'honneur de la victoire de John Churchill à la bataille de Ramillies. Le 30 novembre 1742, son démantèlement est ordonné et il est reconstruit pour la deuxième fois au Portsmouth Dockyard en vaisseau de second rang de 90 canons selon les propositions de 1741 du 1719 Establishment, et lancé à nouveau le 8 février.
Pendant la guerre de Sept Ans, le HMS Ramillies sert de vaisseau amiral à l'Admiral John Byng qui échoue à soulager le siège de Port Mahon imposé par les Français, ce qui conduit à la perte de l'île de Minorque pour le royaume de Grande-Bretagne, ce manque de combativité conduira l'amiral britannique et cour martiale et à sa condamnation à mort controversée.
le HMS Ramillies heurte des rochers et coule à Bolt Head près de Plymouth le 15 février 1760. Sur les quelque 850 hommes d'équipage embarqués à son bord, tous trouvent la mort à l'exception de vingt marins et un midshipman.
Le naufrage du vaisseau devient — à l'époque — l'objet d'une chanson folklorique populaire, The Loss of the « Ramillies », dont une version a été reprise par le groupe de folk anglais Brass Monkey.

## Sources et bibliographie
- (en) Cet article est partiellement ou en totalité issu de l’article de Wikipédia en anglais intitulé « HMS Royal Katherine (1664) » (voir la liste des auteurs).
- (en) Brian Lavery, The Ship of the Line, volume 1 : « The development of the battlefleet 1650-1850 », Conway Maritime Press, 2003,  (ISBN 0-85177-252-8).